# Lista odcinków serialu Para królów
Poniżej znajduje się lista odcinków serialu Disney XD pt. Para królów.

## Serie
| Seria | Odcinki | Premiera serii   | Finał serii      | Premiera serii   | Finał serii          |
| ----- | ------- | ---------------- | ---------------- | ---------------- | -------------------- |
| 1     | 21      | 10 września 2010 | 2 maja 2011      | 25 grudnia 2010  | 29 października 2011 |
| 2     | 26      | 13 czerwca 2011  | 16 kwietnia 2012 | 5 listopada 2011 | 19 sierpnia 2012     |
| 3     | 22      | 18 czerwca 2012  | 18 lutego 2013   | 29 września 2012 | 17 kwietnia 2013     |

## Seria 1: 2010–11
| 1/2 | Return of the Kings               | Linda Mendoza          | Dan Cross David Hoge                | 10 września 2010     | 25 grudnia 2010      | 101-102 |
| Brady i Boomer zostają przeniesieni ze swojego domu w Chicago na tropikalną wyspę Kinkow, gdzie po śmierci swoich rodziców zostają królami tego kraju. Tuż po przybyciu nowi władcy niszczą cenny rubin, co powoduje obudzenie miejscowego wulkanu. Królowie muszą odnaleźć siostrzany rubin leżący na terenie ludu Tarantul, by uratować wyspę. Role gościnne: Tichina Arnold jako Nancy, John Eric Bentley jako Bill, Matthew Willig jako przywódca ludu Tarantul, Vincent Pastore jako Yamakoshi Pozostałe role: Maxie J. Santillian Jr. jako dziadek, Gregory Pugliese jako Rando, Aaron Aguilera jako wojownik ludu Tarantul |                                   |                        |                                     |                      |                      |         |
| 3 | Beach Bully Bingo                 | David Kendall          | Matt Wickline                       | 22 września 2010     | 1 stycznia 2011      | 105     |
| Brady i Boomer wyzywają władcę plaży – Hibachiego na pojedynek w surfingu Role gościnne: Martin Klebba jako Hibachi, Kyle Benton jako Marvin, Chuck Hittinger jako Skeg |                                   |                        |                                     |                      |                      |         |
| 4 | A Mermaid’s Tail                  | Andy Cadiff            | Donald Beck                         | 29 września 2010     | 5 stycznia 2011      | 104     |
| Mason opuszcza tymczasowo wyspę i mianuje Mikaylę szefem ochrony. Tymczasem Brady i Boomer spotykają na plaży syreny, które wbrew ostrzeżeń córki Masona przyprowadzają do zamku, dzięki czemu zyskują one nogi. Później syreny wyrzucają królów z ich mieszkania, a samą Mikaylę zamieniają w jedną z nich. Role gościnne: Leslie Anne Huff jako Aerosol, Madison Riley jako Amazonia Pozostałe role: Paula A. Costa jako Roger |                                   |                        |                                     |                      |                      |         |
| 5 | Where the Wild Kings Are          | Victor Gonzalez        | Kenny Smith                         | 6 października 2010  | 15 stycznia 2011     | 107     |
| Brady i Boomer przygarniają spotkane w dżungli zwierzę. Przez zaniedbanie go, zwierzę zamienia się w bestię. Role gościnne: Ben Giroux jako Pupaley, Danny Secker jako Jerry, Ted Rooney jako Królewski Tracker, Eve Sigall jako starucha, Doug Tail jako Duży Pupaley Nieobecna: Kelsey Chow jako Mikayla |                                   |                        |                                     |                      |                      |         |
| 6 | Big Kings on Campus               | Leonard R. Garner, Jr. | Dave Polsky                         | 13 października 2010 | 22 stycznia 2011     | 108     |
| Brady jest zazdrosny, kiedy Mikayla przedstawia mu swojego przyjaciela, Tristana. Aby jej zaimponować, przychodzi do szkoły i stara się trzymać chłopaka z daleka od niej. Role gościnne: Christoph Sanders jako Tristan, Davis Cleveland jako Chaunsey, Leland Crooke jako profesor, Derek Anthony jako strażnik Nieobecny: Geno Segers jako Mason |                                   |                        |                                     |                      |                      |         |
| 7 | The Brady Hunch                   | Victor Gonzalez        | Sean Cunningham Marc Dworkin        | 20 października 2010 | 29 stycznia 2011     | 110     |
| Brady i Boomer spotykają w lesie jaszczuroluda o imieniu Oogie. Brady jest zazdrosny gdy Boomer spędza z nim czas, więc sam spędza czas z Lannym. Gość specjalny: Doug Brochu jako Oogie Role gościnne: Michael Carbonaro jako potakiwacz króla, Derek Anthony jako strażnik, Vincent Pastore jako Yamakoshi Nieobecna: Kelsey Chow jako Mikayla |                                   |                        |                                     |                      |                      |         |
| 8 | Junga Ball                        | Victor Gonzalez        | Matt Wickline                       | 27 października 2010 | 23 marca 2011        | 111     |
| Brady i Boomer grają w Dżunglówkę – niebezpieczną grę podobną do koszykówki. Role gościnne: Martin Klebba jako Hibachi, Edward „Grapevine” Fordham jako Wally, Doug Tail jako Pupaley Pozostałe role: Jack Depew jako Kapitan drużyny Nieobecna: Kelsey Chow jako Mikayla |                                   |                        |                                     |                      |                      |         |
| 9 | Revenge of the Mummy              | Adam Weissman          | Dan Cross David Hoge                | 8 listopada 2010     | 13 maja 2011         | 113     |
| Królowie szukają medalionu, który Brady zgubił na terenie ludu Tarantul i zostają złapani razem z Mikaylą przez miejscowy lud. Tymczasem Mason myśli, że to przez niego zguba zaginęła, więc przechodzi tzw. „ceremonię wstydu”, którą prowadzi Lenny. |                                   |                        |                                     |                      |                      |         |
| 10 | Oh Brother, Where Arr Thou?       | Andy Cadiff            | Sean Cunningham Marc Dworkin        | 15 listopada 2010    | 5 marca 2011         | 103     |
| Pirat daje królom zagadkę do rozwiązania, która rzekomo poprowadzi ich do magicznej monety spełniającej życzenia, jednak rebus jest w rzeczywistości pułapką, dzięki której pirat może ukraść skarb królewski. Role gościnne: Chris Wylde jako Dwie Pałki, Noah Crawford jako Bez Wąs Pozostałe role: Eve Sigall jako starucha, Derek Anthony jako strażnik |                                   |                        |                                     |                      |                      |         |
| 11 | No Kings Allowed                  | Joel Zwick             | Matt Wickline Dan Cross, David Hoge | 22 listopada 2010    | 28 maja 2011         | 115     |
| Brady i Boomer chcą przystąpić do Odjazdersów – gangu, który znany jest z wybryków na całej wyspie Kinkow. Nieobecny: Geno Segers jako Mason |                                   |                        |                                     |                      |                      |         |
| 12 | Pair of Jokers                    | Adam Weissman          | Donald Beck                         | 29 listopada 2010    | 28 maja 2011         | 112     |
| Brady i Boomer chcą rozbawić mieszkańców wyspy, więc robią wszystkim niemiłe żarty |                                   |                        |                                     |                      |                      |         |
| 13 | Pair of Prom Kings                | Eric Dean Seaton       | Sean Cunningham Marc Dworkin        | 17 grudnia 2010      | 29 października 2011 | 120     |
| Brady i Boomer przyjeżdżają do swojej szkoły w Chicago na bal. Brady prosi Mikaylę, by była jego partnerką podczas tańca. Ona mu odmawia, ale w końcu i tak zostaje zmuszona, aby polecieć do Chicago, gdy okazuje się, że z braćmi poleciał również lud Tarantul pod postacią pająków. A więc ekipa złożona z Mikayli, Masona, Lanny’ego oraz strażników musi szybko odnaleźć królów. Rola gościnna: Logan Browning jako Rebecca Dawson |                                   |                        |                                     |                      |                      |         |
| 14 | Tone Deaf Jam                     | Linda Mendoza          | Donald Beck                         | 17 grudnia 2010      | 19 marca 2011        | 109     |
| Boomer zostaje ośmieszony na dorocznym Festiwalu Żniw i obraża się na swojego brata, który go zawsze oszukiwał. Role gościnne: Bill Bolender jako Klawiszowy Więzień Pozostałe role: Eve Sigall jako starucha, Raymond Ochoa jako mały chłopiec Nieobecny: Geno Segers jako Mason |                                   |                        |                                     |                      |                      |         |
| 15 | The Bite Stuff                    | Victor Gonzalez        | Dan Cross David Hoge                | 17 stycznia 2011     | 12 marca 2011        | 106     |
| Brady i Boomer próbują udowodnić odwiedzającym ich wujostwu z Chicago, Nancy i Billowi, że wyspa jest dla nich bezpieczna, jednak przeciwności losu im to utrudniają. Role gościnne: Tichina Arnold jako Nancy, John Eric Bentley jako Bill, Matthew Willig jako przywódca ludu tarantul, Eve Sigall jako Starucha, Derek Anthony jako strażnik |                                   |                        |                                     |                      |                      |         |
| 16 | Brady Battles Boo-Mer             | Linda Mendoza          | Sean Cunningham Marc Dworkin        | 24 stycznia 2011     | 13 maja 2011         | 114     |
| Po obejrzeniu horroru, Brady jest przekonany, że zamek jest nawiedzony i zamierza udowodnić Boomerowi, że duchy istnieją, więc idzie do antekwariatu, gdzie szuka najmniej szkodliwego ducha. Lanny jednak podmienia fiolki z duchami i Brady zabiera bezwzględnego wikinga, który przejmuje kontrolę nad ciałem Boomera. Role gościnne: Edie McClurg jako June, Patrick Gallager jako Farhod the Fierce Nieobecna: Kelsey Chow jako Mikayla |                                   |                        |                                     |                      |                      |         |
| 17 | The King and Eyes                 | Leonard R. Garner, Jr. | Sean Cunningham Mark Dworkin        | 31 stycznia 2011     | 1 października 2011  | 117     |
| Mieszkańcy wyspy Kinkow chcą poprawić swoje relacje z mieszkańcami sąsiedniej Cornei, a jedyną drogą pojednania są królewskie zaloty. 1 z królów ma być chłopakiem księżniczni Cornei – Iris przez rok, by oba narody się zaprzyjaźniły. Brady i Boomer są zadowoleni pomysłem dopóki nie zauważają dziewczyny. Rola gościnna: Tiffany Mulheron jako księżniczka Iris |                                   |                        |                                     |                      |                      |         |
| 18 | The Kings Beneath My Wings        | Robbie Countryman      | Chris Atwood                        | 7 lutego 2011        | 8 października 2011  | 118     |
| Królowie tracą popularność więc Lanny organizuje loterię w której wygrany będzie mógł przebywać z nimi i pomagać im w podjęciu ważnych decyzji przez jeden dzień. Wygrywa ich największy fan Hilo Tutuki i pragnie pokonać strasznego ptaka imieniem Razor Hawk. Niestety ptak go porywa, a Brady i Boomer muszą go uratować. Role gościnne: Tyler Jackson Williams jako Hilo Tutuki Nieobecny: Geno Segers jako Mason |                                   |                        |                                     |                      |                      |         |
| 19 | Fight School                      | Linda Mendoza          | Eric Lev                            | 18 kwietnia 2011     | 3 września 2011      | 116     |
| Królowie są nagradzani przez Masona za uczestniczenie w jego treningu, ale Mikayla, która nie pochwala tego, przyprowadza olbrzyma, którego królowie wyzywają na pojedynek. |                                   |                        |                                     |                      |                      |         |
| 20 | The Trouble with Doubles          | Eric Dean Seaton       | Lisa Muse Bryant                    | 25 kwietnia 2011     | 15 października 2011 | 119     |
| Nocą Brady i Boomer podglądają jak Mason i Mikayla wchodzą do tajemnego skarbca, gdzie trzymane są magiczne przedmioty. Następnego dnia wchodzą tam sami i znajdują roślinę, która po ugryzieniu tworzy kopię danej osoby. Królowe tworzą swoje kopie, aby uwolnić się od obowiązków, jednak nie zdają sobie sprawy, że kopie mają odwrotne cechy charakteru. |                                   |                        |                                     |                      |                      |         |
| 21 | Journey to the Center of Mt. Spew | Victor Gonzalez        | Dan Cross David Hoge                | 2 maja 2011          | 29 października 2011 | 121     |
| Nadszedł dzień urodzin królów. W Kinkow zwyczajem jest spełnianie się życzeń urodzinowych. Brady od razu życzy sobie, by Mikayla prawiła mu komplementy. Oburzony traktowaniem Brady’ego jako lepszego, Boomer życzy sobie, aby dowiedzieć się, który z bliźniaków urodził się pierwszy. Okazuje się, że chłopak musi poszukać odpowiedzi sam docierając we wnętrze góry Plujki. |                                   |                        |                                     |                      |                      |         |

## Seria 2: 2011–12
| 22-23 | Kings of Legend                    | Eric Dean Seaton       | David Hoge Dan Cross                                                  | 13 czerwca 2011 (cz. I) 20 czerwca 2011 (cz. II) | 5 listopada 2011 (cz. I) 6 listopada 2011 (cz. II) | 201-202 |
| Królowie ożywiają starożytny zły posąg – Zadoc, przez co wpędzają wyspę w niebezpieczeństwo. Mason domyśla się wtedy, że Brady i Boomer nie są królami z legendy i bliźniacy oddają tron Lanny’emu. Królowie mają wrócić na stałe do Chicago, jednak Zadoc niszczy ich środek lokomocji – balon i wysyła ich na ciemną stronę wyspy. Tymczasem słudzy Zadoca porywają Lanny’ego, żeby ten zrzekł się swojej korony i oddał ją Zadocowi. Role gościnne: James Hong jako The Elder Ruler i John Tartaglia jako papuga |                                    |                        |                                                                       |                                                  |                                                    |         |
| 24 | Good King Hunting                  | Linda Mendoza          | David Hoge Dan Cross                                                  | 27 czerwca 2011                                  | 13 listopada 2011                                  | 203     |
| Brady pisze wiadomość do Mikayli, którą ma zamiar dostarczyć dziewczynie przy pomocy Lanny’ego. Przez zbieg okoliczności dziewczyna myśli, że wiadomość jest od Boomera, który musi stać się celem polowania, by udowodnić, że jest godzien chodzenia z córką Masona.g |                                    |                        |                                                                       |                                                  |                                                    |         |
| 25 | Dinner for Squonks                 | Linda Mendoza          | Sean Cunningham Marc Dworkin                                          | 11 lipca 2011                                    | 19 listopada 2011                                  | 204     |
| Królowie kłócą się ze Squonkami – trolami strzegącymi wyspy Mukarat i tym samym niweczą plan Masona i Mikalyi, narażając królestwo na niebezpieczeństwo. |                                    |                        |                                                                       |                                                  |                                                    |         |
| 26 | Kings of Thieves                   | Robbie Countryman      | Sean Cunningham Marc Dworkin                                          | 18 lipca 2011                                    | 26 listopada 2011                                  | 205     |
| Z powodu kryzysu na Kinkow, Lanny wprowadza obowiązkowe datki na królów. W celu uzyskania innego rozwiązania na kryzys, Brady wciela się w rolę tajemniczego złodzieja o imieniu Sirocco i kradnie darowizny Kinkowian.Przy okazji także podrywa Mikaylę, która nie wiedząc, że to Brady jest Siroccą, zakochuje się w nim. Gdy Boomer odkrywa plan brata, postanawia do niego dołączyć jako Sirocco Taco. Bracia i tak wpadają w kłopoty, gdyż Lanny planuje zdemaskować Siroccę. |                                    |                        |                                                                       |                                                  |                                                    |         |
| 27 | An Ice Girl for Boomer             | Eric Dean Seaton       | Lance Crouther                                                        | 25 lipca 2011                                    | 3 grudnia 2011                                     | 206     |
| W czasie fali upałów Brady i Boomer odkrywają lodową jaskinię. Rozmrażają tam dziewczynę – mieszkankę jaskini, która zakochuje się w Boomerze i chce iść z nim na randkę. Tymczasem dziewczyna Boomera z Chicago – Rebecca Dawson przybywa na wyspę Kinkow i Brady musi dopilnować, by jaskiniowa dziewczyna nie zrobiła krzywdy Rebecce, za odbicie Boomera. Gość specjalny: Ron Fassler jako Dale Davis Role gościnne: Logan Browning jako Rebecca „Awesome” Dawson, Jillian Nelson jako jaskiniowa dziewczyna Nieobecny: Geno Segers as Mason Nota: Ron Fassler występował jako Dale Davis także w serialach Zeke i Luther i Z kopyta |                                    |                        |                                                                       |                                                  |                                                    |         |
| 28 | Pair of Geniuses                   | Adam Weissman          | Lisa Muse Bryant                                                      | 1 sierpnia 2011                                  | 10 grudnia 2011                                    | 207     |
| Boomer musi przed zachodem słońca rozwiązać zagadkę, by uratować swojego brata, mieszkańców Kinkow i sąsiedniej wyspy wraz z królowymi, przed klątwą głupoty. Role gościnne: Kara Pacitto jako Królowa Hesta i Katelyn Pacitto jako Królowa Desta |                                    |                        |                                                                       |                                                  |                                                    |         |
| 29 | How I Met Your Brother             | Joel Zwick             | Donald Beck                                                           | 8 sierpnia 2011                                  | 17 grudnia 2011                                    | 210     |
| Nadchodzą urodziny Mikayli i wyspę Kinkow odwiedza brat Masona – Jason. Sam Mason nie jest zadowolony przez incydent, który zdarzył się, gdy był dzieckiem. Królowie darzą sympatią gościa i wzbudzają tym zazdrość jego brata. |                                    |                        |                                                                       |                                                  |                                                    |         |
| 30 | The One About Mikayla’s Friends    | Lenny Garner           | Lisa Muse Bryant                                                      | 22 sierpnia 2011                                 | 31 grudnia 2011                                    | 216     |
| Brady i Boomer szukają nowej przyjaciółki dla Mikayli. Ogłaszają wybory w zamku. Przychodzi strasznie dużo dziewcząt. Królowie odnajdują wymarzoną przyjaciółkę, która uczy dziewczynę zasad i ubioru dziewczyn. Niestety, wpadają przez to do wulkanu. Królowie ruszają na ratunek. |                                    |                        |                                                                       |                                                  |                                                    |         |
| 31 | Do Over                            | David Kendall          | Chris Atwood                                                          | 26 września 2011                                 | 7 stycznia 2012                                    | 212     |
| Brady i Boomer znajdują starożytny zegarek kieszonkowy, który ma możliwość wznawiania dnia od początku, tyle razy, ile tylko sobie zapragną, a także nikt inny nie będzie o tym wiedział. Boomer używa zegarka, aby zemścić się na Masonie natomiast Brady używa go do tego, aby jego randka z Mikaylą wyszła idealnie, ale kiedy grupa zostaje schwytana przez Lud Tarantul i tracą przez nich zegarek, Brady i Boomer zaczynają panikować mając nadzieję, że uda im się „odnowić” dzień ostatni raz. |                                    |                        |                                                                       |                                                  |                                                    |         |
| 32 | Big Mama Waka                      | Adam Weissman          | Matt Wickline                                                         | 3 października 2011                              | 14 stycznia 2012                                   | 208     |
| Mikayla dostaje gorączki i zaczyna przemieniać się w Robala Waka Waka. Z pomocą idą jej Brady i Boomer, którzy udają się do kryjówki Waka Waki w celu zdobycia rzadkiego lekarstwa dla Mikayli. |                                    |                        |                                                                       |                                                  |                                                    |         |
| 33 | Sleepless in the Castle            | Victor Gonzalez        | Sean Cunningham Marc Dworkin                                          | 17 października 2011                             | 21 stycznia 2012                                   | 215     |
| Brady, gdy tylko zasypia czuje się ninją. Mason, Mikayla i Boomer próbują różnych sposobów na oduczenie Brady’ego. Gdy nic nie działa, Boomer postanawia się wyprowadzić. Mieszkanie wynajmuje od byłej członkini ludu Tarantul. Podczas imprezy Lanny i właścicielka mieszkania knują plan zniszczenia królów przy pomocy Nietoperzego Medalionu. |                                    |                        |                                                                       |                                                  |                                                    |         |
| 34 | Pair of Clubs                      | Adam Weissman          | Sean Cunningham Marc Dworkin                                          | 24 października 2011                             | 18 lutego 2012                                     | 209     |
| Królowie robią dwa kluby, ale to ten Bradego jest bardziej popularny.Boomer ma klub w starej bibliotece a Brady ma w krypcie zombie. Lenny daję Brademu inkantacje zombi, gdy ten ją śpiewa budzą się zombie. |                                    |                        |                                                                       |                                                  |                                                    |         |
| 35 | The Cheat Life of Brady and Boomer | Leonard R. Garner, Jr. | David Hoge Dan Cross                                                  | 21 listopada 2011                                | 28 stycznia 2012                                   | 217     |
| Drzewo Króla zakwitło, a to oznacza, że Boomer i Brady muszą przejść testy. Mikayla musi ich do tego przygotować, by nie zhańbić swojego nazwiska. Gdy jednak z jej treningu nic nie wychodzi, bo królowie oszukują, próbuje połączyć dwóch najlepszych strażników z królami. Jednak Lanny się dowiaduje o tym i próbuje przeszkodzić w oszustwie. W konsekwencji Lanny zostaje połączony z Boomerem, a Mikayla z Bradym. Przed królami czekają wyzwania. |                                    |                        |                                                                       |                                                  |                                                    |         |
| 36 | The Ex Factor                      | Robbie Countryman      | Sean Cunningham Marc Dworkin                                          | 28 listopada 2011                                | 3 marca 2012                                       | 218     |
| Kiedy ekschłopak Mikayli Lucas, który złamał jej serce, odmawia udziału w oficjalnym rytuale kinkowianskim, Brady zaplanował, żeby Boomer udawał Lucasa i przeszedł przez ceremonię, ale plan się nie udał. |                                    |                        |                                                                       |                                                  |                                                    |         |
| 37 | Pair of Santas                     | Linda Mendoza          | David Hoge, Dan Cross Matt Wickline                                   | 5 grudnia 2011                                   | 3 marca 2012                                       | 220     |
| Królowie obiecali Wyspiarskie Super Święta i zaciągnąć elfy do pracy. Kiedy elfy ogłosili bunt, Boomer i Brady musieli dowiedzieć się, jak uratować Boże Narodzenie. |                                    |                        |                                                                       |                                                  |                                                    |         |
| 38 | No Rhyme or Treason                | Larry McLean           | Donald Beck                                                           | 23 stycznia 2012                                 | 4 marca 2012                                       | 222     |
| Mikayla kończy przyjaźń z Brady po jego flirtach staje się nie do zniesienia. Ale gdy Mikayla i Boomer odnajdują nowe hobby, Brady próbuje sabotować ich kwitnącą przyjaźń. |                                    |                        |                                                                       |                                                  |                                                    |         |
| 39 | Mr. Boogey Shoes                   | Adam Weissman          | John D. Beck Ron Hart                                                 | 30 stycznia 2012                                 | 18 marca 2012                                      | 226     |
| Boomer obwinia Pan Boogey gdy para ulubionych adidasów Brady’ego zostaje skradziona. Wszyscy na Kinkow w tym Brady uważa, że Boomer kłamie, z wyjątkiem Mason, który ukrywa wielki sekret. |                                    |                        |                                                                       |                                                  |                                                    |         |
| 40 | The Young and the Restless         | Linda Mendoza          | Dave Polsky                                                           | 6 lutego 2012                                    | 17 marca 2012                                      | 219     |
| Brady i Boomer spotkają 2 dziewczyny w ich „Meet the Kings”. Dziewczyny chcą wykorzystać królów do aktywacji Fontanny Młodości, przez co królowie stają się starzy. |                                    |                        |                                                                       |                                                  |                                                    |         |
| 41 | Let the Clips Show                 | David Kendall          | Eric Lev                                                              | 13 lutego 2012                                   | 22 kwietnia 2012                                   | 213     |
| Kiedy zamek tajemniczo eksploduje, Boomer i Brady idą do sądu i zmuszeni do przeżywania ich najbardziej kłopotliwych i heroiczne momenty poprzez klipy wideo, Brady zostaje oskarżony. |                                    |                        |                                                                       |                                                  |                                                    |         |
| 42 | Crouching Brady, Hidden Boomer     | David Kendall          | Matt Wickline                                                         | 19 marca 2012                                    | 22 kwietnia 2012                                   | 211     |
| Brady idzie na randkę z Sabrina, słodkie dziewczyny z Nanju wojownika plemienia i wkrótce zdaje sobie sprawę, że jest największym rywalem Mikayla ze szkoły Kinkow walki. Sabrina wyzywa Mikayla na pojedynek. Ale kiedy Mikayla odmawia, Sabrina zabiera Brady jako więźnia. Mikayla idzie do lasu Nanju. |                                    |                        |                                                                       |                                                  |                                                    |         |
| 43 | Beach Party Maggot Massacre        | Sean Mulcahy           | Lisa Muse Bryant                                                      | 26 marca 2012                                    | 9 czerwca 2012                                     | 221     |
| Aby naprawić swoją reputację, Boomer i Brady zapraszają całą swoją klasę do Kinkow na epicką beach party, ale ich koledzy są ścigany przez gigantyczny Kinkow Sand Maggot. |                                    |                        |                                                                       |                                                  |                                                    |         |
| 44 | Make Dirt, Not War                 | Victor Gonzalez        | Lisa Muse Bryant                                                      | 2 kwietnia 2012                                  | 19 sierpnia 2012                                   | 223     |
| Brady próbuje zjednoczyć dwa sprzeczne plemiona by zaimponować Mikayly, ale sprawy nie jak planowali. |                                    |                        |                                                                       |                                                  |                                                    |         |
| 45 | Cooks Can Be Deceiving             | Victor Gonzalez        | Donald Beck                                                           | 9 kwietnia 2012                                  | 19 sierpnia 2012                                   | 214     |
| Szef kuchni wychodzi, kiedy jest nakazane przez króla Boomer i króla Brady przygotować ciasto stek, kiedy miał być to bardzo ważny posiłek dla olbrzyma, który ma się obudzić z jego dziesięcioletniego snu. |                                    |                        |                                                                       |                                                  |                                                    |         |
| 46-47 | The Evil King                      | Linda Mendoza          | Sean Cunningham Marc Dworkin (część 1) David Hoge Dan Cross (część 2) | 16 kwietnia 2012                                 | 3 lipca 2012 (część 1) 4 lipca 2012 (część 2)      | 224-225 |
| Kiedy pojawiają się dwa księżyce, królowie spotykają ducha Malakai pierwszego króla z Kinkow, który wyjaśnia, że zły bliźniak zniszczy wyspę. Po przesłuchaniu każdego bliźniaka na Kinkow, Boomer i Brady odwrócili się od siebie. Za radą Lanny królowie podróżują na Ciemną Stronę do Zamku, by usiąść na tronie i poznać prawdę. Przepowiednia się spełnia. |                                    |                        |                                                                       |                                                  |                                                    |         |

## Seria 3: 2012–13
| 48 | The New King, Part 1: Destiny’s Child             | David Kendall          | Dan Cross David Hoge           | 18 czerwca 2012      | 29 września 2012     | 301     |
| Brady powraca do Chicago by udowodnić, że jest godzien Mikayly. Boomer pozostaje sam na wyspie na którym w jednej chwili pojawił się ogromny sztorm. Na nieszczęście przez wichurę na wyspie rozbił się żaglowiec, z której wyszedł król Boz. Okazuje się, że jest on trzecim zaginionym bliźniakiem Brady’ego i Boomera. Kiedy Mikayla jest w dżungli spotyka wielkiego goryla. Boz ratuje ją i Boomera w ostatniej chwili. Boz mówi im, że był wychowany przez małpy i pochodzi z Mindu. Role gościnne: James Hong jako Elder Nowa gwiazda: Adam Hicks jako Boz |                                                   |                        |                                |                      |                      |         |
| 49 | The New King, Part 2: The Bro-fessor and Mary Ann | David Kendall          | Dan Cross David Hoge           | 25 czerwca 2012      | 13 października 2012 | 302     |
| 50 | Two Kings And A Devil Baby                        | Linda Mendoza          | Matt Wickline                  | 2 lipca 2012         | 13 października 2012 | 303     |
| Kiedy Boomer zabiera Boza do dżungli, Boz znajduje małe dziecko, które było wychowywane przez lud Tarantul, a potem wybuchła wojna przez to dziecko. Boz oddaje dziecko i królowie oraz Mikayla i Mason wracają do zamku. |                                                   |                        |                                |                      |                      |         |
| 51 | Fatal Distraction                                 | David Kendall          | Sean Cunningham Marc Dworkin   | 9 lipca 2012         | 20 października 2012 | 304     |
| 52 | Wet Hot Kinkowan Summer                           | Adam Weissman          | Lisa Muse Bryant               | 16 lipca 2012        | 27 października 2012 | 306     |
| 53 | O Lanada                                          | Sean Mulcahy           | Sean Cunningham Marc Dworkin   | 23 lipca 2012        | 3 listopada 2012     | 305     |
| Król Boz i Boomer podarowują małą wyspę należącą do Kinkow Leny’emu, którą nazywa Lenada jest to połączenie słowa Lenny i Kanada. Lecz nie wiedzą, że na wyspie mieszka Złoty Gofer, który produkuje złoto, które zapewnia bogactwo Kinkow. Królowie muszą wykraść gofra tak, aby Lenny się o tym nie dowiedział. |                                                   |                        |                                |                      |                      |         |
| 54 | Heart and Troll                                   | Adam Weissman          | Donald Beck                    | 30 lipca 2012        | 10 listopada 2012    | 307     |
| 55 | I Know What You Did Last Sunday                   | Rich Correll           | Donald Beck                    | 10 września 2012     | 17 listopada 2012    | 308     |
| 56 | Lord of the Fries                                 | Leonard R. Garner, Jr  | Lisa Muse Bryant               | 17 września 2012     | 15 grudnia 2012      | 314     |
| 57 | Dancing with the Scars                            | Robbie Countryman      | Pat Bullard                    | 24 września 2012     | 1 grudnia 2012       | 312     |
| 58 | I’m Gonna Git You, Sponge Sucka                   | Leonard R. Garner, Jr. | Dan Cross & David Hoge         | 1 października 2012  | 8 grudnia 2012       | 310     |
| 59 | Bond of Brothers                                  | Ken Ceizler            | Lisa Muse Bryant               | 8 października 2012  | 24 listopada 2012    | 311     |
| 60 | King vs. Wild                                     | Leonard R. Garner, Jr. | Bob Keyes & Doug Keyes         | 15 października 2012 | 22 grudnia 2012      | 316     |
| 61 | Inconvenient Tooth                                | Victor Gonzalez        | Chase Heinrich                 | 22 października 2012 | 29 grudnia 2012      | 315     |
| 62 | The Oogli Stick                                   | Rich Correll           | Wesley Johnson & Scott Taylor  | 29 października 2012 | 5 lutego 2013        | 309     |
| 63 | Thumb and Thumber                                 | Larry McLean           | Sean Cunningham & Marc Dworkin | 5 listopada 2012     | 12 lutego 2013       | 317     |
| 64 | Loathe Potion No. 9                               | Linda Mendoza          | Lisa Muse Bryant               | 26 listopada 2012    | 12 marca 2013        | 319     |
| 65 | Yeti, Set, Snow                                   | Robbie Countryman      | Sean Cunningham & Marc Dworkin | 3 grudnia 2012       | 21 grudnia 2012      | 313     |
| 66 | Mysteries of Kinkow                               | Sean Mulcahy           | Matt Wickline                  | 4 lutego 2013        | 19 marca 2013        | 318     |
| 67 | Meet The Parent                                   | Eric Dean Seaton       | Donald Beck                    | 11 lutego 2013       | 6 kwietnia 2013      | 322     |
| 68-69 | Long Live the Kings                               | David Kendall          | Dan Cross & David Hoge         | 18 lutego 2013       | 17 kwietnia 2013     | 320-321 |